# Copa Panamericana de Voleibol Femenino Sub-23 de 2016
La Copa Panamericana de Voleibol Femenino Sub-23 (denominado III Copa Panamericana U23 Copa Gatorade por motivos de patrocinio) fue la III edición de este torneo de selecciones femeninas de voleibol categoría sub-23 pertenecientes a la Confederación de Norteamérica, Centroamérica y el Caribe de Voleibol (NORCECA) y a la Confederación Sudamericana de Voleibol (CSV) reunidas por la Unión Panamericana de Voleibol (UPV). Se llevó a cabo del 19 al 25 de septiembre de 2016 en las ciudades peruanas de Lima y Cañete.
El torneo es organizado por la Federación Peruana de Voleibol (FPV) bajo la supervisión de la UPV y otorgó tres cupo al Campeonato Mundial de Voleibol Femenino Sub-23 de 2017, dos para las selecciones pertenecientes a la NORCECA y uno para las que pertenecen a la CSV. República Dominicana y Cuba obtuvieron las dos plazas al mundial al ubicarse como las dos mejores entre las selecciones de NORCECA, mientras que Argentina logró el cupo de clasificación al mundial luego de superar en la clasificación final a Perú el otro representante sudamericano.
El anfitrión Perú no pudo conseguir un lugar en el podio y terminó ubicándose en cuarto lugar al perder con Cuba el partido por el tercer puesto. Por tercera ocasión consecutiva Perú repite la cuarta ubicación en el torneo.
República Dominicana fue proclamado campeón del torneo al derrotar en la final a Argentina en tres sets corridos, de esta manera, las dominicanas obtuvieron su tercer título consecutivo en las tres ediciones que hasta el momento tiene la Copa Panamericana de Voleibol Femenino Sub-23. Por su parte, Argentina llegó por primera vez a la final de la Copa Panamericana categoría sub-23 y se quedó con la medalla de plata, mejorando así el tercer puesto que obtuvo en la edición del año 2012. Completó el podio la selección de Cuba que derrotó en cinco sets a Perú en el partido definitorio del tercer lugar repitiendo la misma ubicación que alcanzó en la edición anterior del torneo. 

## Sede
Las ciudades de Lima, capital del Perú, y Cañete fueron confirmadas como sedes del torneo el 1 de mayo de 2016 durante una asamblea estatutaria de la Unión Panamericana de Voleibol realizada en Baja California, México. Lima acogerá los partidos de la fase preliminar mientras que los partidos correspondientes a las fases finales se realizarán en Cañete.
| LimaCañeteCiudades sedes de la Copa Panamericana de Voleibol Femenino Sub-23 de 2016 | Miraflores                        |
| ------------------------------------------------------------------------------------ | --------------------------------- |
| LimaCañeteCiudades sedes de la Copa Panamericana de Voleibol Femenino Sub-23 de 2016 | Coliseo Niño Héroe Manuel Bonilla |
| LimaCañeteCiudades sedes de la Copa Panamericana de Voleibol Femenino Sub-23 de 2016 | Capacidad: 6000                   |
| LimaCañeteCiudades sedes de la Copa Panamericana de Voleibol Femenino Sub-23 de 2016 |                                   |
| LimaCañeteCiudades sedes de la Copa Panamericana de Voleibol Femenino Sub-23 de 2016 | San Vicente de Cañete             |
| LimaCañeteCiudades sedes de la Copa Panamericana de Voleibol Femenino Sub-23 de 2016 | Coliseo Lolo Fernández            |
| LimaCañeteCiudades sedes de la Copa Panamericana de Voleibol Femenino Sub-23 de 2016 | Capacidad: 3000                   |
| LimaCañeteCiudades sedes de la Copa Panamericana de Voleibol Femenino Sub-23 de 2016 |                                   |

## Equipos participantes
Seis selecciones confirmaron su participación en el torneo.
NORCECA (Confederación del Norte, Centroamérica y del Caribe):
- Costa Rica
- Cuba
- República Dominicana
- Trinidad y Tobago

CSV (Confederación Sudamericana de Voleibol):
- Argentina
- Perú (local)

## Calendario
El calendario de la competencia fue presentado el 15 de septiembre de 2016.
| Fase                          | Jornada                                | Fecha                    |
| ----------------------------- | -------------------------------------- | ------------------------ |
| Fase preliminar (Grupo único) | Jornada 1                              | 19 de septiembre de 2016 |
| Fase preliminar (Grupo único) | Jornada 2                              | 20 de septiembre de 2016 |
| Fase preliminar (Grupo único) | Jornada 3                              | 21 de septiembre de 2016 |
| Fase preliminar (Grupo único) | Jornada 4                              | 22 de septiembre de 2016 |
| Fase preliminar (Grupo único) | Jornada 5                              | 23 de septiembre de 2016 |
| Fase final                    | Partido 5.º y 6.º puesto y Semifinales | 24 de septiembre de 2016 |
| Fase final                    | Partido 3.º y 4.º puesto y Final       | 25 de septiembre de 2016 |

## Formato de competición
El torneo se desarrolla dividido en dos etapas: fase preliminar y fase final.
En la fase preliminar las seis selecciones participantes son reunidas en un grupo único. Cada equipo se enfrenta una vez contra los otros cinco bajo el sistema de todos contra todos y son clasificados de acuerdo a los siguientes criterios, en orden de aparición:
- Número de partidos ganados y perdidos.
- Puntos obtenidos, los cuales son otorgados de la siguiente manera:
  - Partido con resultado final 3-0: 5 puntos al ganador y 0 puntos al perdedor.
  - Partido con resultado final 3-1: 4 puntos al ganador y 1 punto al perdedor.
  - Partido con resultado final 3-2: 3 puntos al ganador y 2 puntos al perdedor.
- Proporción entre los puntos ganados y los puntos perdidos (Puntos ratio).
- Proporción entre los sets ganados y los sets perdidos (Sets ratio).
- Si el empate persiste entre dos equipos, tendrá prioridad el ganador del partido entre los equipos implicados.
- Si el empate persiste entre tres o más equipos se elabora una nueva clasificación tomando en cuenta solo los resultados entre los equipos involucrados.

La fase final consiste en las semifinales, los partidos de clasificación del 6.º al 3.er puesto  y la final. Los equipos ubicados en el quinto y sexto puesto en la fase preliminar disputan el partido por el 5.º y 6.º puesto de la clasificación general, mientras que los equipos ubicados del primer al cuarto puesto en la fase preliminar disputan las semifinales. Los partidos de las semifinales fueron establecidos de la siguiente manera:
- Semifinal 1: 3.º v 2.º
- Semifinal 2: 1.º v 4.º

Los equipos perdedores de las semifinales pasan a disputar el partido por el 3.er y 4.º puesto mientras que los ganadores clasifican a la final, partido en el cual se define al campeón de torneo.

## Resultados
- Las horas indicadas corresponden al huso horario local del Perú (Tiempo del Perú – PET): UTC-5.

### Fase preliminar (Grupo único)
- Sede: Coliseo Niño Héroe Manuel Bonilla, Miraflores

     – Clasificados a las Semifinales.      – Pasan a disputar el partido por el 5.º y 6.º puesto.
|     |                      | Partidos | Partidos | Partidos |     | Sets | Sets | Sets  | Puntos | Puntos | Puntos |
| Pos | Equipo               | PJ       | PG       | PP       | Pts | SF   | SC   | Ratio | PF     | PC     | Ratio  |
| --- | -------------------- | -------- | -------- | -------- | --- | ---- | ---- | ----- | ------ | ------ | ------ |
| 1   | República Dominicana | 5        | 4        | 1        | 21  | 13   | 3    | 4.333 | 391    | 270    | 1.448  |
| 2   | Argentina            | 5        | 4        | 1        | 20  | 14   | 5    | 2.800 | 457    | 343    | 1.332  |
| 3   | Perú                 | 5        | 4        | 1        | 16  | 12   | 7    | 1.714 | 427    | 351    | 1.216  |
| 4   | Cuba                 | 5        | 2        | 3        | 13  | 9    | 9    | 1.000 | 397    | 367    | 1.081  |
| 5   | Costa Rica           | 5        | 1        | 4        | 4   | 3    | 13   | 0.230 | 246    | 374    | 0.657  |
| 6   | Trinidad y Tobago    | 5        | 0        | 5        | 1   | 1    | 15   | 0.066 | 182    | 395    | 0.460  |

| Fecha            | Hora  | Partido           | Partido   | Partido           | Sets  | Sets  | Sets  | Sets  | Sets  | Puntuación total | Reporte |
| Fecha            | Hora  |                   | Resultado |                   | 1     | 2     | 3     | 4     | 5     | Puntuación total | Reporte |
| ---------------- | ----- | ----------------- | --------- | ----------------- | ----- | ----- | ----- | ----- | ----- | ---------------- | --- |
| 19 de septiembre | 12:30 | Rep. Dominicana   | 3 – 0     | Trinidad y Tobago | 25-13 | 25-9  | 25-8  |       |       | 75 – 30          | P2 P3 |
| 19 de septiembre | 14:30 | Cuba              | 1 – 3     | Argentina         | 21-25 | 25-18 | 18-25 | 22-25 |       | 86 – 93          | P2 P3 |
| 19 de septiembre | 17:00 | Perú              | 3 – 0     | Costa Rica        | 25-11 | 25-13 | 25-11 |       |       | 75 – 35          | P2 P3 |
| 20 de septiembre | 12:30 | Costa Rica        | 0 – 3     | Cuba              | 20-25 | 17-25 | 18-25 |       |       | 55 – 75          | P2 (enlace roto disponible en Internet Archive; véase el historial, la primera versión y la última). P3 (enlace roto disponible en Internet Archive; véase el historial, la primera versión y la última). |
| 20 de septiembre | 14:30 | Rep. Dominicana   | 1 – 3     | Argentina         | 25-21 | 17-25 | 27-29 | 22-25 |       | 91 – 100         | P2 (enlace roto disponible en Internet Archive; véase el historial, la primera versión y la última). P3 (enlace roto disponible en Internet Archive; véase el historial, la primera versión y la última). |
| 20 de septiembre | 17:00 | Perú              | 3 – 0     | Trinidad y Tobago | 25-11 | 25-6  | 25-7  |       |       | 75 – 24          | P2 P3 |
| 21 de septiembre | 12:30 | Trinidad y Tobago | 1 – 3     | Costa Rica        | 13-25 | 16-25 | 25-20 | 20-25 |       | 74 – 95          | P2 P3 |
| 21 de septiembre | 14:30 | Rep. Dominicana   | 3 – 0     | Cuba              | 25-21 | 25-18 | 25-19 |       |       | 75 – 58          | P2 P3 |
| 21 de septiembre | 17:00 | Perú              | 3 – 2     | Argentina         | 17-25 | 26-24 | 23-25 | 27-25 | 17-15 | 110 – 114        | P2 P3 |
| 22 de septiembre | 12:30 | Argentina         | 3 – 0     | Trinidad y Tobago | 25-12 | 25-4  | 25-6  |       |       | 75 – 22          | P2 P3 |
| 22 de septiembre | 14:30 | Costa Rica        | 0 – 3     | Rep. Dominicana   | 11-25 | 5-25  | 11-25 |       |       | 27 – 75          | P2 P3 |
| 22 de septiembre | 17:00 | Perú              | 3 – 2     | Cuba              | 22-25 | 22-25 | 25-22 | 25-15 | 18-16 | 112 – 103        | P2 P3 |
| 23 de septiembre | 12:30 | Costa Rica        | 0 – 3     | Argentina         | 7-25  | 16-25 | 11-25 |       |       | 34 – 75          | P2 P3 |
| 23 de septiembre | 14:30 | Trinidad y Tobago | 0 – 3     | Cuba              | 11-25 | 9-25  | 12-25 |       |       | 32 – 75          | P2 P3 |
| 23 de septiembre | 17:00 | Perú              | 0 – 3     | Rep. Dominicana   | 21-25 | 17-25 | 17-25 |       |       | 55 – 75          | P2 P3 |

### Fase final
- Sede: Coliseo Lolo Fernández, San Vicente de Cañete

#### Partido 5.º y 6.º puesto
| Fecha            | Hora  | Partido    | Partido   | Partido           | Sets  | Sets  | Sets  | Sets | Sets | Puntuación total | Reporte |
| Fecha            | Hora  |            | Resultado |                   | 1     | 2     | 3     | 4    | 5    | Puntuación total | Reporte |
| ---------------- | ----- | ---------- | --------- | ----------------- | ----- | ----- | ----- | ---- | ---- | ---------------- | ------- |
| 24 de septiembre | 14:00 | Costa Rica | 3 – 0     | Trinidad y Tobago | 25-23 | 25-16 | 25-14 |      |      | 75 – 53          | P2 P3   |

#### Clasificación 1.º al 4.º puesto
|  | Semifinales     | Semifinales     |   |      | Final        | Final |  |
|  |                 |                 |   |      |              |       |  |
|  |                 |                 |   |      |              |       |  |
|  | Argentina       | 3               |   |      |              |       |  |
|  | Perú            | 1               |   |      |              |       |  |
|  |                 |                 |   |      |              |       |  |
|  |                 |                 |   |      |              |       |  |
|  |                 |                 |   |      | Argentina    | 0     |  |
|  |                 | Rep. Dominicana | 3 |      |              |       |  |
|  |                 |                 |   |      |              |       |  |
|  |                 |                 |   |      |              |       |  |
|  |                 |                 |   |      | Tercer lugar |       |  |
|  |                 |                 |   |      |              |       |  |
|  | Rep. Dominicana | 3               |   | Perú | 2            |       |  |
|  | Cuba            | 0               |   |      | Cuba         | 3     |  |

##### Semifinales
Los horarios de los partidos de semifinales fueron modificados e intercambiados respecto de la programación inicial.
| Fecha            | Hora  | Partido         | Partido   | Partido | Sets  | Sets  | Sets  | Sets  | Sets | Puntuación total | Reporte |
| Fecha            | Hora  |                 | Resultado |         | 1     | 2     | 3     | 4     | 5    | Puntuación total | Reporte |
| ---------------- | ----- | --------------- | --------- | ------- | ----- | ----- | ----- | ----- | ---- | ---------------- | ------- |
| 24 de septiembre | 19:00 | Argentina       | 3 – 1     | Perú    | 26-28 | 25-21 | 25-20 | 25-20 |      | 101 – 89         | P2 P3   |
| 24 de septiembre | 16:30 | Rep. Dominicana | 3 – 0     | Cuba    | 25-17 | 25-20 | 25-20 |       |      | 75 – 57          | P2 P3   |

##### Partido3.ery 4.º puesto
| Fecha            | Hora  | Partido | Partido   | Partido | Sets  | Sets  | Sets  | Sets  | Sets | Puntuación total | Reporte |
| Fecha            | Hora  |         | Resultado |         | 1     | 2     | 3     | 4     | 5    | Puntuación total | Reporte |
| ---------------- | ----- | ------- | --------- | ------- | ----- | ----- | ----- | ----- | ---- | ---------------- | ------- |
| 25 de septiembre | 15:30 | Perú    | 2 – 3     | Cuba    | 14-25 | 19-25 | 25-16 | 25-12 | 8-15 | 91 – 93          | P2 P3   |

##### Final
| Fecha            | Hora  | Partido   | Partido   | Partido         | Sets  | Sets  | Sets  | Sets | Sets | Puntuación total | Reporte |
| Fecha            | Hora  |           | Resultado |                 | 1     | 2     | 3     | 4    | 5    | Puntuación total | Reporte |
| ---------------- | ----- | --------- | --------- | --------------- | ----- | ----- | ----- | ---- | ---- | ---------------- | ------- |
| 25 de septiembre | 18:00 | Argentina | 0 – 3     | Rep. Dominicana | 21-25 | 19-25 | 19-25 |      |      | 59 – 75          | P2 P3   |

## Clasificación general
| Pos.              | Selección            |
| ----------------- | -------------------- |
| Medalla de oro    | República Dominicana |
| Medalla de plata  | Argentina            |
| Medalla de bronce | Cuba                 |
| 4                 | Perú                 |
| 5                 | Costa Rica           |
| 6                 | Trinidad y Tobago    |

## Distinciones individuales
Fuente: NORCECA
- Segunda mejor atacante de punta:  Brayelin Martínez
- Mejor atacante de punta:  Ángela Leyva
- Segunda mejor central:  Yelennis Martínez
- Mejor central:  Candelaria Herrera
- Mejor defensa:  Winifer Fernández
- Mejor servicio:  Diaris Pérez
- Mejor recepción:  Sol Piccolo
- Mejor armadora:  Gretell Moreno
- Mejor libero:  Antonella Fortuna
- Mejor opuesta:  Daniela Bulaich
- Máxima anotadora:  Ángela Leyva
- Jugadora más valiosa (MVP):  Brayelin Martínez